# Степовий провулок (Мелітополь)
Степовий провулок — провулок в Мелітополі на Юрівці. Йде від провулка Володимира Тимошенка до Будівельної вулиці. Далі майже прямим продовженням провулка є вулиця Дмитра Грищенка. Забудований приватними будинками.

## Назва
Оскільки Мелітополь розташований в степовій зоні, назва «Степовий» є розповсюдженою в міській топоніміці. Поруч з провулком проходить Степова вулиця. Також в різні роки в Мелітополі згадувалось в документах принаймні 14 інших Степових вулиць, провулків і тупиків (ймовірно, не всі вони були реально створені). Зокрема, Степовими в різний час називались вулиці Академіка Патона, Бєлікіна, Дмитра Грищенка, Пилипа Орлика.

## Історія
Провулок згадується 1 квітня 1934 року. Тоді він носив назву Войкова на честь Петра Лазаровича Войкова одного з організаторів розстрілу сім'ї Романових, а потім радянського дипломата.
В 2016 року в ході декомунізації провулок був перейменований на Степовий.